# 2020-as bolíviai választások
2020. október 18-án előrehozott választásokat tartottak Bolíviában. A választások eredménye felülírta a 2019. októberi választások eredményét, amit az elnyúló politikai válság miatt érvénytelenítettek.
A teljesen új tagokból felállt bolíviai választási bizottság először 2020. május 3-ra írta ki a választásokat. Azt azonban a lefolyóban lévő Covid19-pandémia miatt elhalasztották, először szeptember 6-ra majd pedig 2020. október 18-ra. Az utóbbi időpontot egy 2020. augusztus 13-án elfogadott törvény erősítette meg, amire azért volt szükség, mert a korábbi dátumeltolásokat utcai blokádok és tüntetések követték.
A következő pártok illetve pártszövetségek indultak a megmérettetésen: a Mozgalom a Szocializmusért (MAS-IPSP), mely 2019. augusztusa előtt kormányon volt, a Civil Közösség (CC), az újonnan létrejött Creemos (Hozzunk Létre/Hiszünk) szövetség, az Előre a Győzelemért és a Nemzeti Akció Párt (PAN-BOL). Carlos Mesa (CC) és Chi Hyun Chung (FPV) elnökjelöltek végeztek a második illetve harmadik helyen a megsemmisített eredményű 2019-es választásokon, Luis Arce volt a MAS jelöltje, aki ebben a posztban a MAS volt elnökét,  Evo Moralest váltotta, Feliciano Mamani pedig Ruth Nina helyét vette át mint a PAN-ból jelöltje. Jeanine Áñez ideiglenes elnök, Jorge Quiroga volt elnök és María de la Cruz Bayá mind indultak a választásokon, de azok megtartása előtt visszaléptek.

## Előzmények

### 2019-es választás
2019. november 10-én 19 napnyi tüntetés után a megkérdőjelezett 2019-es kétséges tisztaságú bolíviai elnökválasztás után, azt követően, hogy az OAS jelentése szerint szabálytalanságok voltak a választás lebonyolításában, az ország hadserege és rendőrsége lemondásra kényszerítette a megválasztott Morales elnököt. Miután Williams Kaliman tábornok bejelentette, hogy a hadsereg Morales nyilvános lemondását követeli, aminek több magas rangú vezetővel közösen eleget tett. Többen a családjuk biztonságát hozták fel a lemondás mögötti érvül. Mexikó másnap menedékjogot ajánlott Moralesnek, amit ő harmadnap elfogadott.
Mivel Álvaro García Linera alelnök, Adriana Salvatierra, a szenátus elnöke és Víctor Borda, a képviselőház elnöke is lemondott, nem volt olyan ember, aki az alkotmány szerint átvehetné a pozíció betöltését. Ezen felül Rubén Medinaceli, a szenátus első elnökhelyettese is lemondott. A baloldali Jeanine Áñez, a szenátus második elnökhelyettese volt a legmagasabb rangú, hivatalban lévő vezető, így bejelentette, hogy kész elvállalni az átmeneti elnöki pozíciót, míg le nem zajlanak a választások. Így 2019. november 12-én Áñez elfogadta a Szenátus elnöke címet, amivel hivatalosan is kinevezhették. Ezen pozíció hatására már az alkotmány alapján bejelenthette, hogy ő Bolívia ügyvezető elnöke. A hivatal megszerzését hivatalosan a Többnemzetiségű Alkotmányozó Tanács hagyta jóvá, ebben kifejtették, hogy „ipso facto” a 2001. július 31-i 0003/01 számú alkotmányos határozat által lefektetett precedens alapján ő töltheti be a pozíciót.
November 20-án Evo Morales felajánlotta, hogy amennyiben visszatérhet Bolíviába, és ott kitöltheti a periódusát, akkor nem indul az elnökválasztáson.
Aznap az új átmeneti kormány benyújtotta a parlamentnek egy új választáshoz vezető törvénycsomag első részét. A szenátus két házának meg kellett vitatnia a javaslatot, mely szerint az október 20-i választás érvénytelen volt, és a törvény elfogadásától kezdődően 15 napon belül ki kell jelölni az új választási tanácsot. Így akarták kikövezni a következő választások előtt az utat. A Morales Szocializmusért Mozgalma (MAS) és az Morales-ellenes törvényhozók által közösen beterjesztett javaslatot november 23-án elfogadták. Ebben többek között megtiltották, hogy Morales induljon a választáson. Ezért cserébe Áñez kivonja a tüntetések helyszíneiről a rendőröket. Ennek ellenére néhány állami vállalatnál továbbra is ott maradt néhány rendőr, hogy „megelőzhessék a vandalizmust”. Ezen kívül kiadtak egy bizonyítványt, mely szerint a hadsereg tagjait nem lehet bíróság elé állítani, szabadlábra helyeztek több Morales-párti rabot, a törvényhozókat és néhány más tisztviselőt megvédtek a támadásoktól, azok hozzátartozói pedig, akik életüket vesztették, kártérítést kapnak. Az elnök röviddel annak elfogadása után jóváhagyta a törvényt.

### Áñez jelöltsége
December 5-én Áñez bejelentette, hogy nem kívánja magát jelöltetni, és nem nevez meg olyan jelöltet, akit ő támogatna. 2020. január 15-én az elnök személye melletti miniszter, Yerko Núñez megerősítette ezt, mikor azt mondta: „[Áñez] nem lesz jelölt. Az elnök már többször is kifejezte, hogy nem lesz elnökjelölt, ez a béke, az átmenet és a menedzselés kormánya, mert az államapparátust nem lehet leállítani”.
Korábbi ígéreteivel ellentétben azonban 2020. január 24-én Áñez bejelentette, hogy mégis indul a posztért. Egy, a bolíviai Los Tiempos-ban megjelent közvélemény-kutatás eredményei alapján a megkérdezettek 43%-a szerint „jó munkát végzett ideiglenes elnökként” (a 27%-os résszel ellentétben, akik szerint a teljesítménye „nagyon rossz” volt, csak 24% gondolja azt, hogy indulnia kellene a választásokon. Ugyanezen a közvélemény-kutatáson a válaszadók 63%-a értett egyet azzal az állítással, mely szerint „ideiglenes elnökként Jeanine Áñeznek csak ki kellene írnia a szavazást, de nem szabadna kihasználnia az előnyeit, mint hatalmon lévő elnökjelölt”. 2020. szeptember 17-én egy olyan közvélemény-kutatás jelent meg, mely szerint a szavazatok 40%-ával Luis Arce a legtámogatottabb elnökjelölt, ő pedig a negyedik helyen végezne. Áñez bejelentette jelöltségének a végét, mert nem akarta azt megkockáztatni, hogy megoszoljanak a szavazatok a konzervatív jelöltek között.

### A választások elhalasztása és blokádok
2020 márciusában a Legfelsőbb Választási Tanács bejelentette, hogy a választásokat és az ahhoz fűződő tevékenységeket elhalasztják, mivel különleges intézkedéseket vezettek be a Covid19 elleni harcban. Ezzel a lépéssel az összes nagyobb párt egyetértett, mint ahogy abban is, hogy a választás időpontját a közegészségügyi helyzetet figyelembe véve a nemzeti parlament egy későbbi időpontban választja ki.
2020. június 22-én Áñez aláírt egy törvényt, melyet korábban a ház is megszavazott arról, hogy a választásokat szeptember 6-án tartsák meg, a megválasztott választási bizottsági tagok pedig november közepéig–végéig tartsák meg a tisztségüket.
2020. július 23-án a Többnemzetiségű Választási Szervezet bejelentette, hogy a választást október 18-ra rakják át, mert az egészségügyi előrejelzések szerint a járvány csúcsa augusztus végére, szeptember elejére várható.Evo Morales elítélte a késleltetést, ami szerinte egy alkotmányba ütköző próbálkozás arra, hogy a jelenlegi elnök hatalmon maradjon, és több csoport, így a Bolíviai Munkások Centruma is tüntetést és blokádot szervezett. A választási bizottság, szakértők és a MAS tagjai nem tartják az eljárást alkotmányellenesnek. Jaime Paz Zamora, az ország volt elnöke, a Forradalmi Baloldali Mozgalom tagja kritizálta Moralest, mivel ő támogatta a blokádokat, amibe 33 koronavírusos beteg belehalt, mivel nem jutott oxigénhez. Morales később elfogadta a TSE döntését, mikor már élénkebb lett az ellenállás. A Mercados y Muestras egyik közvélemény-kutatása azt mutatta, a megkérdezettek 59%-a szerint a MAS állhat a gyógyszer- és élelmiszerhiány mögött, 65% pedig elítélné a tüntetések mögött állókat. A párt tagadta, hogy köze lenne a történtekhez. Több helyen dinamittal rombolták szét a főútvonalakat, két katonát pedig brutálisan megvertek a tüntetők. Santa Cruzban, Potosiban, Cochabambában és más városokban is felfegyverkeztek a tüntetők, így már könnyebben okozhattak kárt a rendőrökben és az építményekben.
2020. augusztus végén és szeptember elején nagy adag robbanószerre és fegyverre csaptak le, amiről azt feltételezték, hogy a mexikói drogkartelekhez és a MAS által támogatott csoportokhoz köthetőek. Ez azokat a félelmeket támogatta, melyek szerint törvénytelen csoportok megpróbálják destabilizálni az elkövetkező választásokat.

## Választási rendszer
Bolívia elnökét egy megváltoztatott kétfordulós rendszerben választják meg. A jelöltet akkor tekintik győztesnek, ha a szavazatok több mint 50%-át megszerezte, vagy a megszerzett szavazatok aránya 40% fölött van, és 10 százalékponttal megelőzi a legjobb helyezést elért riválisát. Ha egyik állítás sem igaz, a második fordulón a két legtöbb szavazatot kapott jelölt verseng.
A Képviselőház 130 tagját (a hét speciális terület képviselői kivételével) a további tag rendszerrel választják ki. 63 helyet egyéni képviselői körzetekben osztanak ki, további 60 helyet pedig zárt listákról töltenek fel, ahol a bejutási határ 3%. A többi helyet régiónként arányosan osztják ki úgy, hogy  megnézik, hányan szavaztak az elnökjelöltekre, és kivonják annak a számát, hány képviselőt választottak. A fennmaradó 7 helyet usos y costumbres rendszerrel osztják el az őslakosok között, azon belül pedig az első helyezett kapta meg a parlamenti helyet. Egy választó csak egy körzetben szavazhat, és ő dönti el, hogy a normál vagy a fenntartott helyekre akar szavazni.
A Szenátusnak (Cámara de Senadores) 36 tagja van, melyre a kilenc körzetből lehet jelöltet állítani. Itt is az első jelölt győz rendszerét használják a D'Hondt-módszer szerint. The senate seats are also awarded based on the vote for president.
Bolíviában minden 18. életévét betöltött személynek kötelező szavaznia. A szavazóknak adnak egy kártyát, amivel igazolni tudják, hogy részt vettek a szavazáson. A szavazó nem fér hozzá a bankjánál a pénzhez, ha nem tudja három hónapig bemutatni, hogy valóban szavazott. Emiatt igen magas szokott lenni az érvénytelen szavazatok száma. A választási felméréseken ezeket a szavazatokat érvénytelen/semmis szavazatoknak számítják, és „nem menne el választani” jelzés alatt szerepeltetik.

## Elnökjelöltek
2020. január 28-ig hivatalosan tíz jelölt jelentette be, hogy indulni kíván az elnöki posztért.
2020. január 18-án a MAS Egységes Csoport része David Choquehuancát és Andrónico Rodríguezt jelölte elnöknek illetve elnökhelyettesnek, Január 19-én Evo Morales bejelentette, hogy a párt jelöltjei Luis Alberto Arce Catacora illetve David Choquehuanca lesznek. Ezt egy szavazás előzte meg a MAS elnökségén belül. Ez a különbség összetűzést okozott a MAS részei között. Ezen felül probléma volt Barolina Sisa és a Tupac Katari Federation részéről is, akik nem vettek részt a választásban. Január 21-én a Central Obrera Boliviana (COB) egy harmadik párosítást vitt a grémium elé, mely szerint Choquehuanca párja with Orlando Gutiérrez lett volna. A MAS szenátori elnöke, Eva Copa azt mondta, az ügyet még nem zárták le, a végső döntést pedig a belső gyűlés egy későbbi ülésén hozzák meg. Január 24-én egy új jobboldali pártszövetség jött létre „Hiszünk” ("Creemos") névvel, és ők a Camacho-Pumari jeggyel álltak elő. A regisztráció határidejéig a Legfelsőbb Választási Tanács tanács hírei szerint öt politikai csoportot jelentettek be. Január 31-én azonban azt a bejelentést tette, hogy az „Egyesült Nép” jelöltségét törölték, mert nem voltak képesek benyújtani a szükséges dokumentumokat.
2020. júliusban négy különböző politikai párt is előterjesztést nyújtott be a Legfelsőbb Választási Bíróság előtt, melyben azt akarták elérni, hogy Arce ne indulhasson a választásokon. Azzal érveltek, hogy Arce olyan időpontban hozott nyilvánosságra előrejelzéseket, mikor a választási törvény szerint nem lett volna szabad. 2015-ben hasonló kérés érkezett Ernesto Suárezzel, az ellenzéki UD elnökével szemben mikor az éppen távozó kampányvezér, Carmelo Lens hozott nyilvánosságra adatokat. Így megszűnt Suárez és 227 további UD-jelölt jogi státusza, és törölték a választásokon történő indulásukat.
Október 11-én Jorge Quiroga bejelentette, hogy ő és az általa vezetett csoport visszalép a jelöltségtől.
| Párt | Párt                             | Elnökjelölt                | Alelnöki jelölt    |
| ---- | -------------------------------- | -------------------------- | ------------------ |
|      | Mozgalom a Szocializmusért (MAS) | Luis Alberto Arce Catacora | David Choquehuanca |
|      | Civil Közösség                   | Carlos Mesa                | Gustavo Pedraza    |
|      | Hiszünk                          | Luis Fernando Camacho      | Marco Pumari       |
|      | Győzelmi Front                   | Chi Hyun Chung             | Leopoldo Chui      |
|      | Nemzeti Bolíviai Akció Párt      | Feliciano Mamani           | Ruth Nina          |

## Küzdelem
Az elmúlt 14 évben és azt megelőzően amikor Evo Morales elnök, illetve elnökjelölt volt, mindig visszautasította, hogy bármelyik jelölttel is elnöki vitát folytasson. Ezt azzal indokolta, hogy „csak a néppel van megbeszélnivalója.”  2020. januárban Jeanine Áñez ideiglenes elnök egy olyan javaslatot adott be, mely szerint az elnöki vitán történő részvétel a választás kötelező eleme, lenne a következő választástól, de ezt a MAS ellenőrizte szenátus elutasította.
Szeptember 6-án bejelentették, hogy olyan történelmi vitára kerül sor, amilyen már két évtizede nem volt, s melyen minden elnökjelölt részt vesz. A szervezést a Bolíviai Újságírók , médiavállalkozók és mások vállalták magukra, A vitát több mint 80 nemzeti és nemzetközi hírcsatorna közölt, ls a felmérések szerint a műsorok mintegy 5 millió emberhez értek el.  A vitát 50 nemzeti vállalat támogatta, a pénzügyi és a műszaki hátteret pedig az Európai Unió, az International Idea, a Konrad Adenauer Alapítvány, valamint Kanada, Németország és Svájc követségei biztosították. Közvetítésekor nézőszám rekordok dőltek meg. A MAS jelöltje, Luis Arce a kezdetektől viaskodott, hogy elmondja, részt vesz.e az eseményen. Ő és a párja, a MAS, olyan feltételekhez kötötték a részvételt, hogy ott nem inzultálják őket, majd pedig arra hivatkoztak, hogy ütközik az időpont egy másik interjúval, melyet a Red Unónak ad. Később azt az interjút eltolták, hogy elmehessen a vitára a MAS jelöltje. A sugárzás estéjén sem ő, sem a Creemos jelöltje, Luis Camacho nem vett részt. Camacho azt mondta, azért nem vett részt, mert korábban értesült már arról, hogy Mesa sem lesz ott. A Pagina Siete 40 elemzőt megkérdező elemzéséből az derült ki, hogy a legjobban Mesa jött ki a megmérettetésből.
Bár Arce nem vett részt az október 4-i vitán, előző nap élő interjút adott, ahol szintén jelen volt minden elnökjelölt. Ezt a (FAM) a Bolíviai Egyetemek Konföderációja  (CUB) szervezte.  Az itteni vitaformát olyan kritika érte, mely szerint nem volt lehetősége a jelölteknek a felmerült kritikára válaszolni. Emellett azt is felvetették, hogy a szervezők a MAS szimpatizánsai voltak. A megjegyzések szerint ez nem vita, hanem „monológ”, „divat bemutató”, „propaganda” volt, a vita definíciójából kifolyólag pedig akár csak részlegesen is valamilyen párbeszédnek illett volna kialakulnia. A vita lefolyását sok olyan körülmény befolyásolta, melyet Luis Arce szabott meg.

## Közvélemény-kutatások

### Első forduló
2020
|                                                                                         |                                 |                                                                      |                                                                      |                                                                      |                                                                      |                                                                      |                                                                      |                                                                      |                                                                      |                                                                      |                                                                      |                                                                      |                                                                      |                                                                      |
| Ciesmori                                                                                | Október 18. (exit poll)         | 52,4%                                                                | 31,5%                                                                | -                                                                    | 14,1%                                                                | 1,6%                                                                 | -                                                                    | 0,4%                                                                 | -                                                                    | ,                                                                    | -                                                                    |                                                                      |                                                                      |                                                                      |
| Jubileo                                                                                 | Október 18. (exit poll)         | 53,0%                                                                | 30,8%                                                                | -                                                                    | 14,1%                                                                | 1,6%                                                                 | -                                                                    | 0,5%                                                                 | -                                                                    | -                                                                    | -                                                                    |                                                                      |                                                                      |                                                                      |
|                                                                                         | 2020, Október 15.               | Az ADN visszavonja a jelölést. Bayá jelöltségét törli a TSE          | Az ADN visszavonja a jelölést. Bayá jelöltségét törli a TSE          | Az ADN visszavonja a jelölést. Bayá jelöltségét törli a TSE          | Az ADN visszavonja a jelölést. Bayá jelöltségét törli a TSE          | Az ADN visszavonja a jelölést. Bayá jelöltségét törli a TSE          | Az ADN visszavonja a jelölést. Bayá jelöltségét törli a TSE          | Az ADN visszavonja a jelölést. Bayá jelöltségét törli a TSE          | Az ADN visszavonja a jelölést. Bayá jelöltségét törli a TSE          | Az ADN visszavonja a jelölést. Bayá jelöltségét törli a TSE          | Az ADN visszavonja a jelölést. Bayá jelöltségét törli a TSE          | Az ADN visszavonja a jelölést. Bayá jelöltségét törli a TSE          | Az ADN visszavonja a jelölést. Bayá jelöltségét törli a TSE          | Az ADN visszavonja a jelölést. Bayá jelöltségét törli a TSE          |
|                                                                                         | 2020. október 11.               | Quiroga visszavonja a jelöltségét                                    | Quiroga visszavonja a jelöltségét                                    | Quiroga visszavonja a jelöltségét                                    | Quiroga visszavonja a jelöltségét                                    | Quiroga visszavonja a jelöltségét                                    | Quiroga visszavonja a jelöltségét                                    | Quiroga visszavonja a jelöltségét                                    | Quiroga visszavonja a jelöltségét                                    | Quiroga visszavonja a jelöltségét                                    | Quiroga visszavonja a jelöltségét                                    | Quiroga visszavonja a jelöltségét                                    | Quiroga visszavonja a jelöltségét                                    | Quiroga visszavonja a jelöltségét                                    |
| Ciesmori Archiválva 2020. október 22-i dátummal a Wayback Machine-ben                   | Szeptember 29–Október 8         | 32,4%                                                                | 24,5%                                                                | -                                                                    | 10,7%                                                                | 2,4%                                                                 | 1,3%                                                                 | 0,4%                                                                 | 0,4%                                                                 | 6,1%                                                                 | 13,2%                                                                |                                                                      |                                                                      |                                                                      |
| Ciesmori Archiválva 2020. október 22-i dátummal a Wayback Machine-ben                   | Szeptember 29–Október 8         | 42.,2%                                                               | 33,1%                                                                | -                                                                    | 16,7%                                                                | 3,7%                                                                 | 2,8%                                                                 | 0,7%                                                                 | 0,8%                                                                 | [ d ]                                                                | [ d ]                                                                |                                                                      |                                                                      |                                                                      |
| Mercados y Muestras Archiválva 2020. október 25-i dátummal a Wayback Machine-ben        | Szeptember 20–Október 8         | 27,1%                                                                | 27,2%                                                                | -                                                                    | 14%                                                                  | 2,5%                                                                 | 1,6%                                                                 | 0,2%                                                                 | 0,3%                                                                 | 7,4%                                                                 | 19,8%                                                                |                                                                      |                                                                      |                                                                      |
| Mercados y Muestras Archiválva 2020. október 25-i dátummal a Wayback Machine-ben        | Szeptember 20–Október 8         | 37,2%                                                                | 37,4%                                                                | -                                                                    | 19,2%                                                                | 3,4%                                                                 | 2,2%                                                                 | 0,3%                                                                 | 0,4%                                                                 | [ e ]                                                                | [ e ]                                                                |                                                                      |                                                                      |                                                                      |
| IPSOS                                                                                   | Szeptember 21–Október 4         | 34%                                                                  | 27,9%                                                                | -                                                                    | 13,8%                                                                | 2,6%                                                                 | 1,6%                                                                 | 0,2%                                                                 | 0,5%                                                                 | -                                                                    | 19,4%                                                                |                                                                      |                                                                      |                                                                      |
| Ciesmori Archiválva 2020. október 17-i dátummal a Wayback Machine-ben                   | Szeptember 20–Szeptember 29     | 30,6%                                                                | 24,7%                                                                | -                                                                    | 12,7%                                                                | 2,5%                                                                 | 1,5%                                                                 | 0,5%                                                                 | 0,3%                                                                 | -                                                                    | 13,3%                                                                |                                                                      |                                                                      |                                                                      |
| CELAG Sablon:Ref                                                                        | Szeptember 19–Szeptember 29     | 36,4%                                                                | 27,9%                                                                | -                                                                    | 12,5%                                                                | 2,3%                                                                 | 2,2%                                                                 | -                                                                    | 0,7%                                                                 | 18                                                                   | -                                                                    |                                                                      |                                                                      |                                                                      |
|                                                                                         | 2020. szeptember 17.            | Áñez visszavonja a jelöltségét                                       | Áñez visszavonja a jelöltségét                                       | Áñez visszavonja a jelöltségét                                       | Áñez visszavonja a jelöltségét                                       | Áñez visszavonja a jelöltségét                                       | Áñez visszavonja a jelöltségét                                       | Áñez visszavonja a jelöltségét                                       | Áñez visszavonja a jelöltségét                                       | Áñez visszavonja a jelöltségét                                       | Áñez visszavonja a jelöltségét                                       | Áñez visszavonja a jelöltségét                                       | Áñez visszavonja a jelöltségét                                       | Áñez visszavonja a jelöltségét                                       |
| Mercados y Muestras SRL Archiválva 2020. november 1-i dátummal a Wayback Machine-ben    | Szeptember 5–Szeptember 11      | 25%                                                                  | 22%                                                                  | 8%                                                                   | 8%                                                                   | 2%                                                                   | 2%                                                                   | 0%                                                                   | 0%                                                                   | 11                                                                   | 21                                                                   |                                                                      |                                                                      |                                                                      |
| Mercados y Muestras SRL Archiválva 2020. november 1-i dátummal a Wayback Machine-ben    | Szeptember 5–Szeptember 11      | 37%                                                                  | 33%                                                                  | 12%                                                                  | 12%                                                                  | 3%                                                                   | 3%                                                                   | 1%                                                                   | -                                                                    | [ i ]                                                                | [ i ]                                                                |                                                                      |                                                                      |                                                                      |
| Jubileo Archiválva 2020. október 21-i dátummal a Wayback Machine-ben                    | Szeptember 3–Szeptember 7       | 29,2%                                                                | 19,0%                                                                | 7,7%                                                                 | 10,4%                                                                | 3.2%                                                                 | 2,0%                                                                 | 0.4%                                                                 | 0,6%                                                                 | 17,7                                                                 | 9.8                                                                  |                                                                      |                                                                      |                                                                      |
| Jubileo Archiválva 2020. október 21-i dátummal a Wayback Machine-ben                    | Szeptember 3–Szeptember 7       | 40,3%                                                                | 26,2%                                                                | 10,6%                                                                | 14,4%                                                                | 4,4%                                                                 | 2,8%                                                                 | 0,6%                                                                 | 0,8%                                                                 | [ k ]                                                                | [ k ]                                                                |                                                                      |                                                                      |                                                                      |
| Ciesmori                                                                                | 2020. Augusztus 26–Szeptember 3 | 26,2%                                                                | 17,1%                                                                | 10,4%                                                                | 6,2%                                                                 | 3,3%                                                                 | 2,5%                                                                 | 0,6%                                                                 | 1,0%                                                                 | 9,3%                                                                 | 22.7                                                                 |                                                                      |                                                                      |                                                                      |
| Ciesmori                                                                                | 2020. Augusztus 26–Szeptember 3 | 37,3%                                                                | 24,2%                                                                | 14,4%                                                                | 12,4%                                                                | 5,9%                                                                 | 3,8%                                                                 | 0,7%                                                                 | 1,3%                                                                 | [ n ]                                                                | [ n ]                                                                |                                                                      |                                                                      |                                                                      |
| Mercados y Muestras SRL Archiválva 2020. szeptember 26-i dátummal a Wayback Machine-ben | 2020. Augusztus 6–Augusztus 11, | 23%                                                                  | 23%                                                                  | 12%                                                                  | 6%                                                                   | 2%                                                                   | 3%                                                                   | 1%                                                                   | -                                                                    | 11%                                                                  | 19%                                                                  |                                                                      |                                                                      |                                                                      |
| Mercados y Muestras SRL Archiválva 2020. szeptember 26-i dátummal a Wayback Machine-ben | 2020. Augusztus 6–Augusztus 11, | 33%                                                                  | 32%                                                                  | 17%                                                                  | 9%                                                                   | 3%                                                                   | 5%                                                                   | 1%                                                                   | -                                                                    | [ o ]                                                                | [ o ]                                                                |                                                                      |                                                                      |                                                                      |
| Mercados y Muestras SRL Archiválva 2020. október 22-i dátummal a Wayback Machine-ben    | 2020. Július 11–Július 16,      | 24%                                                                  | 20%                                                                  | 16%                                                                  | 5%                                                                   | 3%                                                                   | 3%                                                                   | -                                                                    | -                                                                    | 9%                                                                   | 20%                                                                  |                                                                      |                                                                      |                                                                      |
| CELAG Sablon:Ref                                                                        | Június 13–Július 3,             | 41,9%                                                                | 26,8%                                                                | 13,3%                                                                | 9,1%                                                                 | 4,5%                                                                 | 4,4%                                                                 | -                                                                    | -                                                                    | -                                                                    | -                                                                    |                                                                      |                                                                      |                                                                      |
|                                                                                         | 2020. március 11.               | Az Egészségügyi Világszervezet a Covid19-et járvánnyá nyilvánította. | Az Egészségügyi Világszervezet a Covid19-et járvánnyá nyilvánította. | Az Egészségügyi Világszervezet a Covid19-et járvánnyá nyilvánította. | Az Egészségügyi Világszervezet a Covid19-et járvánnyá nyilvánította. | Az Egészségügyi Világszervezet a Covid19-et járvánnyá nyilvánította. | Az Egészségügyi Világszervezet a Covid19-et járvánnyá nyilvánította. | Az Egészségügyi Világszervezet a Covid19-et járvánnyá nyilvánította. | Az Egészségügyi Világszervezet a Covid19-et járvánnyá nyilvánította. | Az Egészségügyi Világszervezet a Covid19-et járvánnyá nyilvánította. | Az Egészségügyi Világszervezet a Covid19-et járvánnyá nyilvánította. | Az Egészségügyi Világszervezet a Covid19-et járvánnyá nyilvánította. | Az Egészségügyi Világszervezet a Covid19-et járvánnyá nyilvánította. | Az Egészségügyi Világszervezet a Covid19-et járvánnyá nyilvánította. |
| Ciesmori                                                                                | 2020. március 5–11              | 33,3%                                                                | 18,3%                                                                | 16,9%                                                                | 7,1%                                                                 | 3,8%                                                                 | 1,7%                                                                 | 1,9%                                                                 | -                                                                    | 6,2%                                                                 | 2,8%                                                                 |                                                                      |                                                                      |                                                                      |
| CELAG Sablon:Ref                                                                        | 2020. február 10. – március 4.  | 33,1%                                                                | 17.4%                                                                | 20,5%                                                                | 7,4%                                                                 | 5,6%                                                                 | 1,5%                                                                 | 1,3%                                                                 | -                                                                    | 5,7%                                                                 | 7,5%                                                                 |                                                                      |                                                                      |                                                                      |
| Miský Utaha´a Archiválva 2020. október 22-i dátummal a Wayback Machine-ben              | 2020. február 21–23             | 29,2%                                                                | 15,3%                                                                | 13,7%                                                                | 11,1%                                                                | 8,6%                                                                 | 6,7%                                                                 | 0,5%                                                                 | 0,1%                                                                 | 11,3%                                                                | 3,5%                                                                 |                                                                      |                                                                      |                                                                      |
| Mercados y Muestras SRL Archiválva 2020. október 17-i dátummal a Wayback Machine-ben    | 2020, február 14–17.            | 27%                                                                  | 19%                                                                  | 18%                                                                  | 12%                                                                  | 5%                                                                   | 2%                                                                   | 0%                                                                   | -                                                                    | 7%                                                                   | 9%                                                                   |                                                                      |                                                                      |                                                                      |
| Ciesmori Archiválva 2020. október 23-i dátummal a Wayback Machine-ben                   | 2020. február 7–13              | 31,6%                                                                | 17,1%                                                                | 16,5%                                                                | 9,6%                                                                 | 5,4%                                                                 | 1,6%                                                                 | 1,6%                                                                 | 0,5%                                                                 | 7,5%                                                                 | 8,7%                                                                 |                                                                      |                                                                      |                                                                      |
|                                                                                         | 2020. január 24.                | Áñez Bejelenti a jelöltségét                                         | Áñez Bejelenti a jelöltségét                                         | Áñez Bejelenti a jelöltségét                                         | Áñez Bejelenti a jelöltségét                                         | Áñez Bejelenti a jelöltségét                                         | Áñez Bejelenti a jelöltségét                                         | Áñez Bejelenti a jelöltségét                                         | Áñez Bejelenti a jelöltségét                                         | Áñez Bejelenti a jelöltségét                                         | Áñez Bejelenti a jelöltségét                                         | Áñez Bejelenti a jelöltségét                                         | Áñez Bejelenti a jelöltségét                                         | Áñez Bejelenti a jelöltségét                                         |
|                                                                                         | 2020. Január 19.                | Arce bejelenti, hogy indul a MAS színeiben                           | Arce bejelenti, hogy indul a MAS színeiben                           | Arce bejelenti, hogy indul a MAS színeiben                           | Arce bejelenti, hogy indul a MAS színeiben                           | Arce bejelenti, hogy indul a MAS színeiben                           | Arce bejelenti, hogy indul a MAS színeiben                           | Arce bejelenti, hogy indul a MAS színeiben                           | Arce bejelenti, hogy indul a MAS színeiben                           | Arce bejelenti, hogy indul a MAS színeiben                           | Arce bejelenti, hogy indul a MAS színeiben                           | Arce bejelenti, hogy indul a MAS színeiben                           | Arce bejelenti, hogy indul a MAS színeiben                           | Arce bejelenti, hogy indul a MAS színeiben                           |

#### A regisztráció előtt
| Forrás                  | Dátumok           | Luis Arce | Carlos Mesa | Jeanine Áñez | Luis F. Camacho | Chi Hyun Chung | Jorge Quiroga | Egyéb | Nem szavazna | Bizonytalan |
| ----------------------- | ----------------- | --------- | ----------- | ------------ | --------------- | -------------- | ------------- | ----- | ------------ | ----------- |
| Forrás                  | Dátumok           |           |             |              |                 |                |               | Egyéb | Nem szavazna | Bizonytalan |
| Az USA nagykövetsége    | 2020. január      | 37%       | 9%          | 9%           | 11%             | 4%             | -             | 3%    | 7%           | 20%         |
| Mercados y Muestras SRL | 2020, január 9–13 | 26%       | 17%         | 12%          | 17%             | 6%             | 3%            | 2%    | 8%           | 9%          |

2019
| Forrás                                                                                  | Dátumok               | MAS jelöltje | Carlos Mesa | Jeanine Áñez | Luis F. Camacho             | Chi Hyun Chung | Marco Pumari | Ortiz Antelo | Félix Patzi | Doria Medina | Jorge Quiroga | Johnny Fernandez | Egyéb | Nem szavazna | Bizonytalan |
| Forrás                                                                                  | Dátumok               |              |             |              | style="background:#d02d69", |                |              |              |             |              |               |                  | Egyéb | Nem szavazna | Bizonytalan |
| --------------------------------------------------------------------------------------- | --------------------- | ------------ | ----------- | ------------ | --------------------------- | -------------- | ------------ | ------------ | ----------- | ------------ | ------------- | ---------------- | ----- | ------------ | ----------- |
| Ciesmori Archiválva 2020. január 4-i dátummal a Wayback Machine-ben                     | December 21–30, 2019  | 20,7%        | 13,8%       | 15,6%        | 6,9%                        | 8,1%           | 8,2%         | -            | -           | 1,8%         | 1,6%          | -                | 0,9%  | 10,2%        | 12,2%       |
| Mercados y Muestras SRL Archiválva 2020. szeptember 13-i dátummal a Wayback Machine-ben | 20912. december 13–16 | 23%          | 21%         | -            | 13%                         | 9%             | 10%          | -            | -           | -            | 2%            | -                | -     | 14%          | 8%          |
| Captura Consulting                                                                      | December 5–15, 2019   | 18,4%        | 11,9%       | 7,5%         | 12,8%                       | 8,5%           | -            | 3,7%         | 2,8%        | 2,1%         | 1,8%          | 1,0%             | 2,6%  | 5,1%         | 21,8%       |
| Captura Consulting                                                                      | December 5–15, 2019   | 12,0%        | 13,7%       | 10,0%        | -                           | 9,4%           | 8,0%         | 4,8%         | 3,7%        | 2,5%         | 1,7%          | 2,3%             | 3,5%  | 5,1%         | 23,3%       |
| Captura Consulting                                                                      | December 5–15, 2019   | 13,6%        | 10,6%       | 7.3%         | 11,1%                       | 8,4%           | 5,7%         | 4,2%         | 2,6%        | 2,2%         | 2,7%          | -                | 11,0% | 3,0%         | 17,6%       |
| Mercados y Muestras SRL Archiválva 2020. szeptember 13-i dátummal a Wayback Machine-ben | 2019. november 26–27  | 16%          | 14%         | -            | 16%                         | 10%            | 16%          | -            | -           | -            | -             | -                | 8%    | 8%           | 12%         |

Megjegyzés: A Dél-Amerikai Geopolitikai Stratégiai Központ (CELAG) felmérését Jornada, Yolanda Mamani Cayo és Miguel Serrano is kritizálta, mert állítólag részrehajló volt a Szocialista Mozgalom irányába. Ezt arra alapozzák, hogy az Evo Morález idejében elnökhelyettesként dolgozó Álvaro García Linera is tagja a tanácsadó testületnek. Ezen kívül sok embernek van nyilvánosan is felvállalt pártpreferenciája. Ez a szervezet nem kapott engedélyt a TSE-től arra, hogy közvélemény kutatási adatokat hozzon nyilvánosságra.

### Második kör
Arce v. Mesa
| Forrás                                                                           | Dátum                               | Arce, | Mesa  | Nem szavazna | Bizonytalan |
| -------------------------------------------------------------------------------- | ----------------------------------- | ----- | ----- | ------------ | ----------- |
| Forrás                                                                           | Dátum                               |       |       | Nem szavazna | Bizonytalan |
| Muestras y Mercados Archiválva 2020. október 25-i dátummal a Wayback Machine-ben | 2020. szeptember 20 – október 8.    | 32,7% | 50,3% | 7,7%         | 9,2%        |
| Mercados y Muestras Archiválva 2020. október 24-i dátummal a Wayback Machine-ben | 2020. szeptember 5–11               | 33%   | 47%   | 10%          | 9%          |
| Ciesmori                                                                         | 2020. augusztus 26. – szeptember 3. | 35%   | 40,1% | 11%          | 13.3%       |
| Mercados y Muestras Archiválva 2020. október 22-i dátummal a Wayback Machine-ben | 2020. augusztus 6 – 11              | 30%   | 47%   | 12%          | 11%         |
| Ciesmori                                                                         | 202. március 5–11                   | 42,9% | 41%   | 10,4%        | 5,7%        |
| Mercados y Muestras Archiválva 2020. november 2-i dátummal a Wayback Machine-ben | 2020. február 14–17                 | 37%   | 48%   | 11%          | 4%          |
| Ciesmori                                                                         | 2020. február 7--13                 | 40,8% | 40.7% | 15.2%        | 3.3%        |

Arce v. Áñez
| Forrás                                                                           | Dátum                               | Arce  | Áñez  | Nem szavazna | Bizonytalan |
| -------------------------------------------------------------------------------- | ----------------------------------- | ----- | ----- | ------------ | ----------- |
| Forrás                                                                           | Dátum                               |       |       | Nem szavazna | Bizonytalan |
| Mercados y Muestras Archiválva 2020. október 24-i dátummal a Wayback Machine-ben | 2020. szeptember 5–11               | 37%   | 38%   | 17%          | 8%          |
| Ciesmori                                                                         | 2020. augusztus 26. – szeptember 3. | 38,9% | 33,9% | 12,4%        | 13,9%       |
| Mercados y Muestras Archiválva 2020. október 22-i dátummal a Wayback Machine-ben | 2020. augusztus 6–11                | 38%   | 39%   | 14%          | 9%          |
| Ciesmori                                                                         | 2020. március 5–11                  | 43,2% | 42,6% | 8,3%         | 6%          |
| Mercados y Muestras Archiválva 2020. november 2-i dátummal a Wayback Machine-ben | 2020. február 14–17                 | 36%   | 48%   | 12%          | 4%          |
| Ciesmori                                                                         | 2020. február 7–13                  | 42,3% | 43,6% | 10,6%        | 3,5%        |

Arce v. Camacho
| Forrás                                                                           | Dátum               | Arce  | Camacho | Nem Szavazna | Bizonytalan |
| -------------------------------------------------------------------------------- | ------------------- | ----- | ------- | ------------ | ----------- |
| Forrás                                                                           | Dátum               |       |         | Nem Szavazna | Bizonytalan |
| Ciesmori                                                                         | 2020. március 5–11  | 46%   | 42%     | 16%          | 5.9%        |
| Mercados y Muestras Archiválva 2020. november 2-i dátummal a Wayback Machine-ben | 2020. február 14–17 | 40%   | 37%     | 19%          | 4%          |
| Ciesmori                                                                         | 2020. február 7–13  | 44.5% | 33.6%   | 18%          | 3.9%        |

Mesa v. Áñez
| Forrás   | Dátum                              | Mesa  | Áñez  | Nem szavazna | Bizonytalan |
| -------- | ---------------------------------- | ----- | ----- | ------------ | ----------- |
| Forrás   | Dátum                              |       |       | Nem szavazna | Bizonytalan |
| Ciesmori | 2020. augusztus 26 – szeptember 3. | 35,9% | 23,1% | 28,4%        | 12,5%       |
| Ciesmori | 2020. március 5–11                 | 32,6% | 31,6% | 29,6%        | 6,2%        |
| Ciesmori | 2020. február 7–13                 | 30,3% | 33,8% | 32,3%        | 3,6%        |

Camacho v. Áñez
| Forrás   | Dátum              | Camacho | Áñez  | Nem szavazna | Bizonytalan |
| -------- | ------------------ | ------- | ----- | ------------ | ----------- |
| Forrás   | Dátum              |         |       | Nem szavazna | Bizonytalan |
| Ciesmori | 2020. március 5–11 | 15,6%   | 41,4% | 37.0%        | 6%          |
| Ciesmori | 2020. február 7–13 | 16,3%   | 40,8% | 38,7%        | 4,2%        |

## Lefolyása
A választás napja viszonylag békés volt. Wilson Santamaria védelmi miniszterhelyettes azt mondta, két ember próbált meg visszaélni a választási lapokkal La Pazban, a fővárosban, de elfogták őket.
A TSE elnöke a választás lefolyásáról ezt mondta: „a választás napja a demokrácia sikerének a napja volt.” Az Egyesült Nemzetek Szervezete üdvözölte, hogy a „választások rendben, az emberi jogok tiszteletben tartása mellett folytak le.” Az Európai Unió gratulált a választás biztonságos lebonyolításáért Bolíviának, és várja a TSE által közzétett eredményeket.